# Hier Slapen Jullie
Hier Slapen Jullie is een Nederlands televisieprogramma van de KRO. Het programma werd uitgezonden op Nederland 1 en gepresenteerd door Anita Witzier. De eerste aflevering werd uitgezonden op 2 juni 2011.
In Hier Slapen Jullie reizen twee verschillende gezinnen af naar een ontwikkelingsland. In het eerste seizoen reisde één gezin af naar het platteland van Bolivia, het andere gezin reisde naar een sloppenwijk in Mumbai, India.
Het programma wordt geproduceerd door Eyeworks. Hier Slapen Jullie is vergelijkbaar met het SBS6-programma Groeten uit de Rimboe. Echter is dat programma meer gericht op reality.